# جوزيف أشيل لو بيل
جوزيف أشيل لو بيل (21 يناير 1847 في بيشيلبرون - 6 أغسطس 1930 في باريس، فرنسا) كيميائي فرنسي. اشتهر بعمله في الكيمياء الفراغية. تلقى تعليمه في مدرسة البوليتكنيك في باريس. في عام 1874 أعلن عن نظريته التي تحدد العلاقة بين التركيب الجزيئي والنشاط البصري. وضع هذا الاكتشاف الأساس لعلم الكيمياء الفراغية الذي يتعامل مع الترتيب المكاني للذرات في الجزيئات. طُرحت هذه الفرضية في نفس العام من قبل الكيميائي الفيزيائي الهولندي ياكوبس فانت هوف وتُعرف حاليًا باسم نظرية لو بيل - فانت. ألف جوزيف كتابًا بعنوانCosmologie Rationelle (علم الكونيات العقلاني) في عام 1929.